# Dianne Hiles
Dianne Marian Hiles es una contable australiana y activista de derechos humanos y refugiados que cofundó ChilOut, que ha abogado por la liberación de niños y familias de los centros de detención de inmigrantes desde 2001. En reconocimiento a su trabajo con esta organización, así como con Amnistía Internacional, la junta de A Just Australia, y la Fundación Evatt, Hiles fue nombrada miembro de la Orden de Australia en 2010.

## Trayectoria
Hiles se convirtió en contable hace más de 30 años. Obtuvo una máster en Derechos Humanos de la Universidad de Sídney. Era madre de un niño de cuatro años cuando vio el programa Four Corners de ABC TV sobre el niño refugiado de seis años Shayan Badraie, que había estado detenido por inmigración durante dos años. En respuesta a esto, en 2001 Hiles cofundó la organización ChilOut, una abreviatura de "Children Out of Detention". Se dio a conocer como su portavoz y representante, visitó los centros de detención en Isla de Navidad y en el Territorio del Norte, y dio a conocer las condiciones de los niños y las familias allí retenidas. Ha criticado el acuerdo bipartidista del Partido Laboralista Australiano y Coalición para la tramitación extraterritorial de los solicitantes de asilo y la detención de niños.
Hiles fue la candidata de los Verdes australianos para la División de Sydney en las elecciones federales de 2013.